# Igreja de Nossa Senhora da Encarnação (Encarnação)
Actual Igreja Paroquial (católica) da freguesia da Encarnação (concelho de Mafra, distrito de Lisboa), antigamente designada por Lobagueira dos Lobatos.